# Lebenskunst

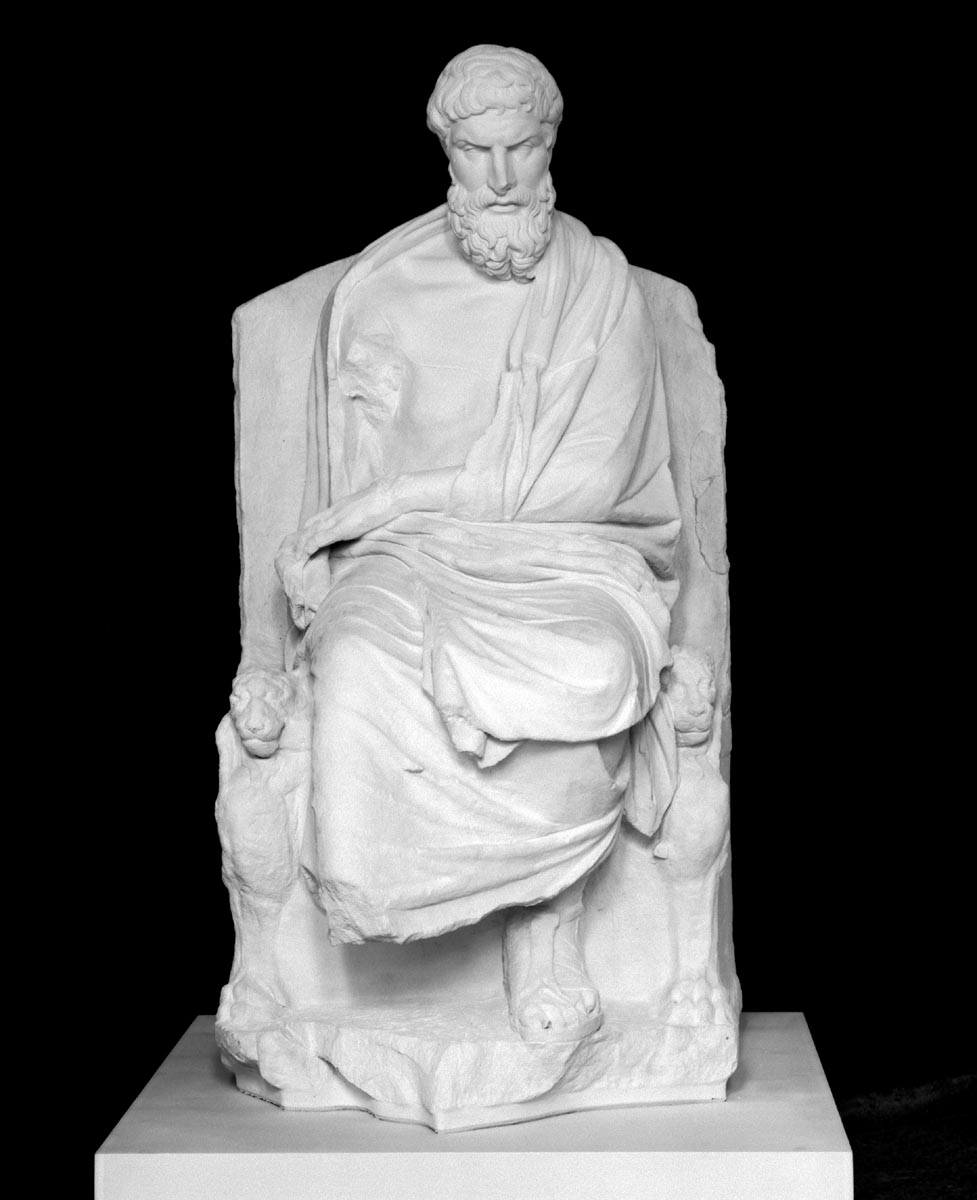
Epikur, der große Lebenskünstler

Der Begriff Lebenskunst (lateinisch ars vivendi) ist ein Begriff aus der Philosophie, der in unterschiedlichen Zusammenhängen verwendet wird, in denen es um die Daseinsbewältigung des Individuums geht.
Das Spektrum an Vorstellungen zur Lebenskunst reicht von unbeschwertem Lebensgenuss, dem französischen Savoir-vivre, über den gelassenen Umgang mit allen Anforderungen und Verwicklungen, die das Leben mit sich bringt, bis hin zu dem Anspruch, das eigene Leben als Kunstwerk zu gestalten, wie es etwa Goethe, Friedrich Nietzsche und Thomas Mann propagiert und versucht haben.
Immer gehören zur Lebenskunst aber die Bereitschaft, die Fähigkeit und der Wille, die eigenen Lebensumstände wahrzunehmen, zu verarbeiten und die Lebensführung im Rahmen der Möglichkeiten persönlich und gezielt zu gestalten. Der Volksmund spricht davon, dass jemand sein eigenes Leben schmiedet bzw. jeder seines eigenen Glückes Schmied ist. Diese Art geistiges ‚Handwerk‘ dient der Verwirklichung, Wahrung und Erfahrbarkeit des Selbst im Sein – eine ständige Herausforderung an die Persönlichkeit mit Wirkung auf den Lebensstil. Lebenskunst bringt es als vorwiegend innerer Ausdruck individueller mentaler Einstellungen und Prozesse aber oft mit sich, dass sie nicht äußerlich sichtbar und nachweisbar in Erscheinung tritt.
Als Extremfall mündet der Begriff Lebenskunst in den der Überlebenskunst (mit der Kunst zur vollständigen Improvisation, Anpassung und Selbstbeherrschung) in besonders schwierigen, kritischen und existenziellen Lebenssituationen.

## Geschichte

### Antike
Der Begriff der Ars vivendi  (‚die Kunst zu leben‘ bzw. frei übersetzt: ‚die Kunst des Lebens‘) war bereits in der Antike im Gebrauch. Da die Philosophie in der Antike ein wichtiger Bestandteil der täglichen Lebensgestaltung war, enthielten viele ethische Texte praktische Ratschläge zur Anwendung. Daher kam den Aspekten praktischer Lebenskunst hoher Stellenwert zu. Zentrale Begriffe hierbei waren Glück (eudaimonia), Selbstsorge, Tugend und Askese. Oft wurden Philosophie und Lebenskunst auf eine Stufe gestellt, indem die antike Philosophie im Ganzen als ars vitae oder ars bene vivendi, also als Fachwissen von der richtigen Lebensführung, bezeichnet wurde. Im Gegensatz zu dieser philosophischen (theoretischen) Lebensführung, die in erster Linie von den Philosophen geprägt wurde, stand schon damals die populäre (praktische), welche die Reflexion der Faktoren, der Anleitung und der Einübung eines bewusst geführten Lebens betonte.
Als Erster beschäftigte sich Pythagoras (ca. 570–510 v. Chr.) mit der Frage der richtigen Lebensführung, auch wenn diese wohl kein Lebenskunstmodell im engeren Sinne darstellte. Die Pythagoreer entwickelten vielmehr zahlreiche Lebensregeln und Lehrsprüche, die konkrete Verhaltensvorschriften enthielten.
Sowohl Sokrates als auch die Sophisten brachten die Idee auf, dass Philosophie mit Lebenskunst gleichzusetzen sei. Auch wenn sich die sokratische und die sophistische Schule in vielem unterschieden, stimmten sie doch darin überein, dass die Persönlichkeit jedes Menschen auf einer vernünftigen Grundlage geschult werden müsse. In diesem Zusammenhang legten sie großen Wert auf Bildungsangebote und auf Rhetorik.
Auch Aristoteles und der Sokrates-Schüler Platon schlossen sich Sokrates’ Ansicht weitgehend an. Platon bezeichnete die Philosophie auch als „Fürsorge für die Seele“ – und stellte somit wieder den Bezug zur Lebenskunst her. Aristoteles beschäftigte sich mit dem Vorrang der theoretischen Lebensführung, der Lebensform des Denkens.
Bei den hellenistischen Philosophenschulen der Kyniker, Kyrenaiker, Epikureer und Skeptiker und bei den Stoikern (Seneca, Epiktet, Marc Aurel und Plutarch) wurden Philosophie und Lebenskunst zwar nicht als deckungsgleich angesehen und verstanden, doch wurde das Modell der Lebenskunst selbst ausgiebig thematisiert. Das Ideal der Stoiker entsprach einem Leben, in dem man die universellen Gesetzmäßigkeiten erforschen und Weisheit erlangen sollte. Dies sollte durch ein tugendhaftes Leben gelingen, d. h. durch die Kontrolle der Gefühle und maßvolles Verhalten, was zu einer Stärkung des Selbst führen sollte. Bei den Epikureern hingegen ging es, wenn Lebenskunst thematisiert wurde, darum, sich von menschlichen Ängsten und Leiden abzuwenden. Das Ziel dieser Philosophie war es, Unlust zu vermeiden. Doch das Streben nach Lust durfte nicht unkontrolliert vonstattengehen, sondern musste von der Vernunft geleitet werden.
Die Anwendung der jeweiligen Philosophie konnte auf vielerlei Arten geschehen. Es gab körperliche Übungen, die u. a. der Abhärtung dienten, und Meditationen, die die situationsbezogene Aktivierung und Einbeziehung philosophischer Leitvorstellungen in die Lebenspraxis gewährleisten sollten.
Außer einigen neuplatonischen Ansätzen (3.–6. Jahrhundert n. Chr.) von Philosophen wie Plotin oder Boethius waren die Stoiker lange Zeit die letzten, die sich ausführlich mit ars vivendi beschäftigten.

### Neuzeit
Im Mittelalter gab es nur vereinzelte Überlegungen zur Lebenskunst. Im 16. Jahrhundert begann dann Michel de Montaigne, sich dem Thema zu widmen. Auch Schriftsteller und Philosophen wie Friedrich Schlegel oder Friedrich Schleiermacher griffen die Lebenskunst Jahrhunderte später wieder auf. Jedoch wurde Lebenskunst – abhängig vom Zeitalter und den jeweiligen Lebensumständen – jeweils unter anderen Aspekten behandelt. In der Philosophie versuchten im 19. Jahrhundert Lebensphilosophen wie bspw. Friedrich Nietzsche eine Erweiterung der Philosophie. Aus ihrer Sicht sollte es der Philosophie nicht nur um abstrakte Wahrheiten gehen, sondern um das Leben selbst.

## Moderne Ansätze aus dem deutschsprachigen Raum
In neuerer Zeit stehen Vorstellungen von Lebenskunst oft in engem Zusammenhang mit Humanismus und Aufklärung.
- Der Berliner Philosoph Wilhelm Schmid gab den Anstoß zu einer Neubegründung der Lebenskunst mit seinen beiden Büchern „Auf der Suche nach einer neuen Lebenskunst“ (1991) und “Philosophie der Lebenskunst – Eine Grundlegung” (1998). Er verbindet die Begriffe Lebenskunst und Lebensarbeit in einem Vortrag über Work-Life-Balance wie folgt: Arbeit ist all das, was ich in Bezug auf mich und mein Leben leiste, um ein schönes und bejahenswertes Leben führen zu können. < … > Erstrebenswert erscheint jedoch, in jeder Arbeit „Fülle“ und „Erfüllung“ erfahren zu können, aufgrund der vielfältigen Vernetzung mit Anderen, nicht allein für sich sein zu müssen, sondern „unter Menschen sein“ zu können; aufgrund der Vielzahl von Erfahrungen, die den Spielraum des Selbst erheblich erweitern; aufgrund von Herausforderungen, die gesucht und angenommen werden, in denen das Selbst wachsen und sich um Exzellenz bemühen kann.[2]
- Ausgehend von einer differenzierten Betrachtung antiker Lebenskunst-Vorstellungen gelangt etwa Christoph Horn zu dem Ergebnis, dass diese Konzepte trotz der Epochendifferenz, die den antiken Ansatz der individuellen ethischen Beratung und Handlungsanleitung vom modernen systematisch-wissenschaftlich ausgerichteten Philosophiemodell abheben, neuerdings wieder mehr Beachtung finden sollten, da sie ihm prinzipiell als „anschlussfähig“ gelten.
- Gerd B. Achenbach setzt dem Begriff der Lebenskunst den Begriff der „Lebenskönnerschaft“ entgegen und versteht darunter eine lebenskluge Form der Lebensführung, die nicht nur die leichte Oberflächlichkeit des schönen Scheins sucht, sondern sich auch in den schweren Stunden der Existenz bewährt und dem Leben zudem Tiefe und Gewicht verleiht.
- Eine Philosophie der Lebenskunst wird von Ferdinand Fellmann im Rahmen seiner Lebensphilosophie als eigenständige Disziplin neben der normativen Ethik vorgestellt. Ihr Thema ist die Reflexion auf Einstellungen, die es dem modernen Individuum ermöglichen, die äußeren und inneren Konflikte seiner Existenz zu bewältigen. In diesem Sinne sind die Regeln der philosophischen Lebenskunst nicht rein strategisch, sondern zeigen emotionale Wege der Selbsterfahrung auf. Neuerdings kombiniert Fellmann Lebenskunst mit Liebeskunst unter dem Titel „Liebeslebenskunst“.[3]
- Von Georg Römpp wird die Kunst des Lebens als sinnvollere und nützlichere Konzeption der Suche nach Glück entgegengestellt. Dieser Autor kritisiert die Idee „Glück“ wegen ihrer allzu großen Allgemeinheit, weshalb sie zu einem zwanghaften Streben nach etwas führt, das Menschen sich von anderen Menschen vorschreiben lassen. Es wird damit allgemein bestimmt, wie Menschen leben sollen, so dass sie ihr Leben von außen und von „weit oben“ aus der „Vogelperspektive“ auffassen. Die Kunst des Lebens dagegen kann die Individualität des menschlichen Lebens und Strebens bewahren. In der Lebenskunst wird also die Perspektive vom einzelnen Menschen her beibehalten. Römpp weist hier darauf hin, dass es in der Kunst stets um das Einzelne geht und nicht um das Allgemeine, das heißt, das Kreative wird an die Stelle der Übernahme eines Schemas gesetzt. Deshalb scheint ihm die „Lebenskunst“ als eine nützlichere Konzeption geeignet, an die Stelle des Strebens nach „Glück“ zu treten.
- Hilarion Petzold und Ilse Orth haben in der Integrativen Therapie die Idee der „Lebenskunst“ mit Bezug unter anderem auf Sokrates, Demokrit, Epiktet, Seneca,[4] Nietzsche, Pierre Hadot und Michel Foucault für die Psychotherapie und die Kunsttherapie theoretisch und behandlungsmethodisch ausgearbeitet als Aufgabe und Chance der Ästhetisierung der eigenen Existenz, in der das „Selbst Künstler und Kunstwerk zugleich“[5] wird. Selbsterfahrung soll in aktive Selbstgestaltung führen.